# سیارک ۲۰۸۲۸
سیارک ۲۰۸۲۸ (به انگلیسی: 20828 Linchen، نامگذاری:2000UO27) بیست هزار و هشتصد و بیست و هشتمین سیارک کشف شده‌است که در ۲۴ اکتبر ۲۰۰۰ کشف شد.
قدر مطلق سیارک برابر ۱۹.۵ است.